# كايل ديفيز (لاعب كرة قاعدة)
كايل ديفيز (بالإنجليزية: Kyle Davies)‏  (و. 1983  م) هو لاعب كرة قاعدة، من الولايات المتحدة، ولد في ديكاتور، جورجيا، يلعب كمرسل الكرة ‏.

## روابط خارجية
- كايل ديفيز على موقع دوري كرة القاعدة الرئيسي (الإنجليزية)
- كايل ديفيز على موقع الدوري الياباني لكرة القاعدة (الإنجليزية)
- كايل ديفيز على موقعبيزبول رفرنس.كوم (الدوري الرئيسي) (الإنجليزية)
- كايل ديفيز على موقعبيزبول رفرنس.كوم (الدوري الثانوي) (الإنجليزية)
- كايل ديفيز على موقع إي إس بي إن.كوم (أم.أل.بي) (الإنجليزية)
- كايل ديفيز على موقع مشجعي الرسوم البيانية (الإنجليزية)